# Beast Boy
Garfield Mark "Gar" Logan, personaje conocido como Beast Boy (nombre traducido a veces al español como Chico Bestia) o también Changeling es un superhéroe que aparece en los cómics estadounidenses publicados por DC Comics. Creado por el escritor Arnold Drake y el artista Bob Brown, es un cambiante que posee la capacidad de metamorfosearse en cualquier criatura que elija. El personaje apareció por primera vez en The Doom Patrol # 99 (noviembre de 1965) y generalmente se lo representa como miembro de la Patrulla Condenada y los Jóvenes Titanes.
Chico Bestia ha aparecido en numerosos programas de televisión y películas de dibujos animados, incluso como uno de los Jóvenes Titanes en la serie homónima de Cartoon Network, con la voz de Greg Cipes. Gar Logan hace su debut como adaptación en vivo en la serie de DC Universe y HBO Max, Titans, interpretado por Ryan Potter.

## Historial de publicaciones
El primer cambiante de DC Comics llamado Beast Boy, sin relación con Garfield Logan, apareció por primera vez en la función Legión de Super-Héroes en Adventure Comics # 324 (septiembre de 1964). Fue uno de los jóvenes superhéroes del planeta Lallor, que se convirtió en villano y fue asesinado en el número 339 (diciembre de 1965), justo después de la primera aparición de Garfield Logan en la edición de noviembre de 1965 de Doom Patrol. A este Beast Boy se le permitió una reforma de último minuto y una muerte heroica.
Creado por el escritor Arnold Drake y el artista Bob Brown, el Garfield Logan con el que los lectores se familiarizarían más hizo su primera aparición en The Doom Patrol #99 (noviembre de 1965).
Beast Boy comenzó como un adolescente descortés que decía lo que pensaba y no hacía lo que le decían. Drake explicó que "queríamos tener un personaje que pudiera asumir muchas formas diferentes de animales, y también queríamos un niño en la tira, alguien con quien los niños pudieran identificarse. los mayores se ganan su respeto. Así que Beast Boy fue un intento de imaginar lo que pensaba que estaba sucediendo entre algunos de los jóvenes".

## Historia ficticia
Cuando era niño, Garfield Logan vivía con sus padres científicos en África, quienes estaban desarrollando una "evolución inversa" para recuperar criaturas extintas. Recibió una cierta cantidad de abuso por parte de sus padres, por lo que se volvió cada vez más solitario. Garfield contrajo una rara enfermedad llamada "Sakutia", que es letal para todas las especies excepto para el mono verde de África occidental. Para salvar su vida, su padre usó un experimento científico no probado para convertirlo en un mono verde de África Occidental durante 24 horas para que el virus pudiera extinguirse. El suero tuvo el efecto no deseado de convertir permanentemente su piel, ojos y cabello en verde y otorgarle la capacidad de metamorfosearse en cualquier animal de su elección, que también compartía su pigmentación. Sus padres murieron más tarde en un accidente de navegación; hasta el día de hoy, Garfield cree que podría haber evitado sus muertes. Después de ser rescatado de dos secuestradores que lo obligaron a usar sus poderes para ayudarlos en sus crímenes, Garfield queda bajo el cuidado de un guardián designado por la corte, el despreciable Nicholas Galtry, encontró a Gar y lo tomó bajo su protección para también hacerse cargo de la herencia de sus padres, lo único que realmente le importaba.

### La Patrulla Condenada
Durante esta época, Gar conoció a la Patrulla Condenada y a los Jóvenes Titanes originales, pero Galtry no lo dejaba unirse a ninguno de los dos grupos. A pesar de esta oposición, colaboró con la Patrulla Condenada en varias ocasiones con el sobrenombre de Chico Bestia (Beast Boy) y dos de sus miembros se encariñaron con él, convirtiéndose así en hijo adoptivo de Elasti-Girl y Mento (Rita Farr y Steve Dayton) y miembro de la Patrulla Condenada.
Pero, como su nombre indica, el grupo estaba condenado. Luego de sufrir el engaño de Madame Rouge y del Capitán Zahl, los componentes de la Patrulla Condenada (Elasti-Girl, Robotman, el Jefe y el Hombre Negativo) sacrificaron sus vidas para que los 14 habitantes de una pequeña isla pudieran vivir.
Tras la muerte de su madre adoptiva y el hecho que su padre perdiera la razón debido al dolor, Gar se trasladó a Hollywood para iniciar su carrera como actor. Su papel más conocido fue como "Tork", el alien con el poder de adoptar cualquier apariencia física de la serie de televisión "Space Trek: 2022".

### Los Titanes (The Titans)
Durante su estancia en Los Ángeles, Gar se unió al grupo Titanes Oeste, grupo que no duró demasiado. Cuando la serie de TV fue cancelada, Gar se trasladó a Nueva York y, cuando Raven reunió de nuevo a los Titanes, Gar se unió al grupo cambiando su nombre de Chico Bestia por Changeling.
Dentro de los Titanes, Gar encontró un auténtico amigo en Victor Stone (Cyborg), entablando una relación de amistad que ha querido ser copiada en innumerables ocasiones con otros personajes y series.
El tiempo que compartió con los Titanes ayudó a Gar a liberar mucha de la rabia contenida tras la muerte de sus verdaderos padres y de su madre adoptiva. Gar adoptó el papel de bromista del grupo, siempre haciendo chistes y metiéndose con los demás porque como él mismo dijo «es la única manera de no pensar en todas las cosas que he sufrido, la muerte de mis padres, etc. Si no estuviera siempre haciendo bromas, perdería la cabeza».
También en esta etapa, Gar descubrió que no todos los componentes de la Patrulla Condenada murieron en la explosión y con la ayuda de Steve Dayton (su padre adoptivo) encontró el cuerpo de Robotman y consiguieron devolverle la vida. También encontraron el cuerpo de su madre adoptiva, Rita Farr, por la que no pudieron hacer nada.
Cuando las cosas estaban más tranquilas para Gar, y después de haber recibido calabazas de todas las chicas del grupo, nuevos problemas aparecieron en su vida cuando Terra se convirtió en miembro de los Titanes. Gar se enamoró perdidamente de ella, amor que terminó en traición ya que Tara Markov no hizo más que jugar con él para obtener las identidades secretas de los Titanes y asestarles su más duro golpe. En la saga El Contrato de Judas se resuelve la trama de Terra y se descubre su alianza secreta con Slade Wilson (Deathstroke). Tras la muerte de Terra, Gar prefiere creer que ella no era malvada desde el principio y responsabiliza a Deathstroke de haberla corrompido, jurando venganza. Luego de varios enfrentamientos, ambos personajes terminan resolviendo sus diferencias en una cena.
Todos estos sucesos trastornaron a Gar hasta el punto de que su debilidad fue aprovechada por la Hermandad del Mal para hacerle participar en el robo del casco de poderes mentales de Mento. La Hermandad utilizó el casco para torturar a Gar y la experiencia trastocó sus habilidades haciendo que sólo pudiera transformarse en seres monstruosos. Las cosas se complicaron aún más cuando la Raven Oscura le implantó una semilla de Trigon, volviéndolo totalmente diabólico. Los Titanes se vieron obligados a capturarlo y ponerlo en éxtasis en los Laboratorios S.T.A.R.
El Changeling diabólico escapó justo cuando Cyberion y Starfire llegaron a la Tierra y los Titanes se embarcaron en una aventura que al final liberó a Raven y a Changeling del control de Trigon.
Gar estuvo explorando el espacio con su amigo Cyberion hasta que este comenzó a comportarse de forma extraña. A su vuelta del espacio Gar, en lugar de unirse nuevamente a los Titanes, volvió a Los Ángeles para retomar su carrera cinematográfica. En esta época trató de reunir a los Titanes Oeste de nuevo junto a Flamebird aunque sin éxito.
Fue entonces cuando dos Titanes (Omen y Troia) murieron durante una aventura junto a Justicia Joven, provocando la dimisión de Nightwing y ruptura del grupo. Más tarde Chico Bestia, Cyborg y Starfire recrearon el grupo de los Titanes con un nuevo objetivo: ser el grupo en el que los héroes jóvenes puedan reunirse sin estar "vigilados" por sus "hermanos mayores" de la Liga de la Justicia. En este grupo Gar se desempeña como mediador entre la seriedad de Cyborg y Starfire y el desparpajo juvenil de los más jóvenes aunque su carácter a veces actúa más de barrera que de puente.
En una aventura con su nuevo/viejo grupo, Gar sufrió otro cambio. Uno de los colegas de sus padres, el Dr. Samuel Register también fue infectado por una mutación del virus "Sakutia". La exposición a esta variante del virus transforma de nuevo el metabolismo de Gar volviéndole humano de nuevo, pero al mismo tiempo esta variante del virus otorga los poderes de Gar a todos los niños de San Francisco. El Dr. Register trata de curarse a sí mismo a pesar de que esto provoque la muerte de todos los niños pero para poder derrotarle Gar se reinyecta el virus infectándose de nuevo y recuperando sus poderes y su color de piel verde, afilándole a su vez sus orejas y colmillos.
Antes de 52; Chico Bestia y Raven tienen una charla sobre su dificultad en la lectura de sus emociones, y su encuentro con Headcase y Solsticio. Con el tiempo, Raven comienza a abrirse sobre sus verdaderos sentimientos. A pesar de que su oscuridad interior dejaba cicatrices durante toda su vida, ella estaba aún más asustada de su amor por Chico Bestia, de lo que podría causar. Chico Bestia deja claro que no quiere escapar de cualquier parte de ella. Dolida, Raven decide que ella necesita abrazar los sentimientos positivos dentro de sus más recónditas partes, antes que sus sentimientos negativos. Chico Bestia le asegura que esto es parte del ser humano, y señala: "Creo que te has preocupado lo suficiente de lo malo... así que ¿Por qué no nos centramos en lo bueno para el cambio?" Con eso, comparten un beso sincero para renovar su relación y ella finalmente poder abrazar su amor por los demás.

### 52yUn Año Después
Luego de la Crisis Infinita y durante los acontecimientos narrados en 52, Chico Bestia se convierte en el líder de los Jóvenes Titanes. En esta época, el grupo atraviesa una etapa de inestabilidad, con varios miembros yendo y viniendo y sin consolidarse totalmente.
Durante la semana 50 de 52, la inmensa mayoría de los héroes de DC deben hacer frente a Adán Negro que se ha vuelto totalmente desquiciado. Titanes luchan contra Adán Negro en el Partenón; Zatara y Offspring resultan heridos y Joven Frankenstein queda agonizando y muere. Obsesionado por detener a Adán Negro, Gar lidera a los Titanes hacia un nuevo enfrentamiento esta vez en el Himalaya, donde Adán mata a Terra atravesándole el pecho con un único golpe. Gar desiste de continuar persiguiendo al villano, optando por cuidar de los suyos.
Por otro lado, a través del POV dañado de Cyborg podemos ver algunas escenas del año que va entre la conclusión de la Crisis Infinita y Un Año Después. Es aquí donde nos enteramos que Chico Bestia lideró a los Jóvenes Titanes antes de su ruptura con Raven. Gar se unió a su equipo originario (la Patrulla Condenada), citando que necesitaban su ayuda y que Robin podía hacerse cargo del liderazgo de los Titanes. También expresa su sentimiento de inquietud acerca de permanecer en un equipo donde no está su mejor amigo (Cyborg).
Poco después Cyborg despertó y Chico Bestia y el resto de la Patrulla Condenada ayudaron a los Titanes a luchar contra la Hermandad de Mal, que había tratado de clonar a Cerebro. El clon fue un fracaso y Mallah terminó arrancándole la cabeza para poder conservar el cerebro de su amo.
Tras volver de la misión, Chico Bestia se enfureció al descubrir que el Jefe había estado manipulándolos e intentaba hacer lo mismo con Kid Devil. Gar y sus padres hicieron frente al Jefe y lo obligaron a abandonar el puesto de líder de la Patrulla. Chico Bestia permaneció con su viejo equipo diciendo que ellos todavía lo necesitaban. Sin embargo, Gar contestó el llamado de Raven de ayudar a los Titanes a combatir a los Titanes Este.
El traje que Gar utiliza luego de 52 se parece al de la serie animada.

## Poderes y habilidades
Tiene la habilidad de transformarse en cualquier animal a través de una ilustración (como es el caso cuando cambia de forma en animales extintos como los dinosaurios). Estas transformaciones toman sólo un instante y Beast Boy ha demostrado que es capaz de cambiar múltiples veces su forma con poco o ningún esfuerzo realizado. Este poder también le ha permitido transformarse de nuevo en su forma humana al ser transformado en animal por una fuerza externa como la magia. Su poder le permite alterar completamente su masa corporal, pudiendo tomar la forma de animales mucho más grandes y más pesados que él, como un elefante, un hipopótamo o un Tyrannosaurus rex (aunque inicialmente, tomar formas más grandes que él lo dejaba físicamente exhausto), o en animales más pequeños y ligeros como los ratones y los Insectos. Como resultado de su mutación genética, Chico Bestia tiene un factor de curación aumentado comparable a la de The Creeper y Deathstroke, lo que le permite recuperarse de las heridas de bala, quemaduras y huesos rotos en cuestión de segundos, y en algunos líneas de la historia regenerar miembros enteros. Él no puede cambiar o volver a una forma, si el espacio que ocupa es muy pequeño y no se pueden romper los límites. En dos casos notables, Beast Boy ha tomado la forma de varios individuos simultáneamente (una vez como un enjambre de luciérnagas, y otra vez como una masa de percebes), él también muestra esta habilidad una vez en la serie de animación Los Jóvenes Titanes, convirtiéndose en una abeja y multiplicándose en un enjambre, antes de regresar a su forma humana como un solo individuo.
Como animal, gana todas las habilidades y características físicas de dicha criatura, como una gran fuerza (un gorila), velocidad (un guepardos) y resistencia (una tortuga), y habilidades tales como vuelo (diversas aves) y la respiración bajo el agua (peces). Incluso ha dicho poder reproducir el veneno perteneciente a una especie específica de serpientes. En su forma animal, Chico Bestia conserva su intelecto humano, los recuerdos y la capacidad de hablar. No importa qué forma toma, su piel, el cabello y los ojos permanecen verdes, por lo que la mayoría de sus formas animales son fáciles de distinguir de los verdaderos integrantes de esa especie. En los principios de los cómics, su color cambiaba al del animal que había imitado, conservando sólo la cabeza verde. Chico Bestia también ha demostrado la capacidad más de una vez de transformarse en criaturas extraterrestres, incluyendo las especies pensantes como los Gordanians.
Cuando Raven le implantó una semilla de maldad de su padre Trigon, comenzó a transformarse en más criaturas con formas demoníacas. Finalmente, se encontró más cómodo en estas formas que como un ser humano. Después de ser corrompido completamente por la semilla del mal, fue utilizado por Raven y Trigon, pero finalmente volvió a la normalidad. Titanes #4 revela que una pequeña parte de las semillas todavía permanece dentro de él, que los hijos de Trigon tenían oportunidad de manipular y utilizar las energías demoníacas para abrir el portal al reino de Trigon.
En los últimos tiempos, se ha demostrado la capacidad de transformarse en animales muchas veces más grandes que sus formas actuales. Entre otros, una tarántula de tamaño humano y una serpiente gigante. Si esto es una progresión de sus habilidades o un nuevo poder se desconoce por completo. Al igual que su encarnación Kingdom Come, recientemente ganó la capacidad de transformarse en seres mitológicos, a saber, un fénix y una quimera.

## Apariciones en otros medios

### Televisión

#### Los Jóvenes Titanes(serie animada)
En la serie animada Los Jóvenes Titanes, Chico Bestia es el gracioso del grupo o al menos eso es lo que él cree. Su nombre real es Garfield Mark Logan o, como le gusta que lo llamen, Gar. Tiene el poder de convertirse en cualquier animal que exista o que haya existido. Su piel es de color verde al igual que su cabello y sus ojos, tiene las orejas puntiagudas y los colmillos muy grandes. Se cree un galán, por eso, al ver que Starfire y Raven se "enamoran" de Aqualad, se pone celoso. Es vegetariano; ni siquiera puede oler la carne porque enseguida quiere vomitar. Su traje es color negro con rayas púrpuras y obtuvo sus poderes cuando era un niño.
Sus padres eran científicos que habían ido al África a investigar una clase extraña de monos. Uno de los monos mordió a Gar haciéndolo enfermar gravemente y los padres de Gar, para salvarle la vida, usaron un suero experimental que lo salvó pero lo hizo mutar dándole sus rasgos actuales. Los padres de Logan murieron en un accidente y, años más tarde, Gar fue adoptado por una pareja de superhéroes que tenían un grupo llamado la Patrulla Condenada junto a Robotman, un hombre de hierro con una gran fuerza, el Hombre Negativo, un hombre que tenía vendas en su rostro y cuyo poder era que el alma salía de su cuerpo. Elasti-Girl, la madre adoptiva del Chico Bestia, puede aumentar de tamaño hasta donde ella lo desee y Mento, el padre adoptivo de Gar, puede mover cosas con la mente.
Aparentemente, Mento despidió a Chico Bestia de la Patrulla Condenada al no acatar sus órdenes, ya que en los cómics ellos aparentemente murieron. Sin embargo, en la serie aparecen con vida.
Aunque no lo parezca, Chico Bestia es muy inteligente pero no usa su inteligencia para no recordar su pasado.
Durante la serie aparece Terra, una chica que puede controlar la tierra, de la cual Chico Bestia se enamora. Posteriormente traiciona a los Titanes, rompiendo así el corazón a Chico Bestia, fue enviada por Slade luego que ella quedó "debiéndole una" al ayudarle con el control de sus poderes (todo esto en su integración oficial al equipo y no su primera aparición en la serie). Al final Chico Bestia la ayuda, demostrando que su amor por ella iba más allá de todo lo que había pasado. A pesar de que Terra queda petrificada, a Chico Bestia le resulta difícil olvidarla, ya que la amó profundamente, como lo demuestra en el episodio "Las cosas cambian" cuando encuentra a Terra despetrificada, pero parece no recordar nada de su pasado y él intenta hacerla recordar. Al final del episodio, Chico Bestia decide irse y dejarla vivir una vida normal, admitiéndose a sí mismo que la Terra que conoció y amó se fue hace mucho tiempo y no volverá jamás.
Chico Bestia tiene una gran amistad con Cyborg con el que se dan grandes luchas en los videojuegos aunque lo torture quitándole la leche de soja, los waffles de soja y tentándolo a entrar a restaurantes donde venden carne.

#### Justicia Joven
También aparece en la serie Justicia Joven.
Durante la primera temporada se le muestra como un chico normal, Garfield Logan, que vive en una reserva natural en la frontera de Bialya con su madre.
Tras una serie de eventos, Garfield resulta herido, y, al no haber otra alternativa, este recibe una transfusión sanguínea de M'gann (Miss Martian)
En la segunda temporada se nos muestra que Garfield "Gar" Logan, obtuvo poderes de transformación gracias al ADN marciano que recibió en la sangre de Megan, convirtiéndose en un miembro del equipo bajo el alias de Chico Bestia.
Durante un viaje a la selva Ranniana se nos revela que la madre de Gar falleció en un accidente automovilístico en una selva similar durante el salto temporal de 5 años entre las temporadas, aunque no se revela si Gar ya había manifestado sus poderes cuando ocurre el accidente.

#### Teen Titans Go!
Retoma su papel de la serie de animación original para el spin-off cómico, Teen Titans Go!

#### DC Super Hero Girls
Aparece en la serie web, DC Super Hero Girls.

#### Titans
El personaje de Garfield Logan fue confirmado para aparecer en la nueva serie de acción real Titans, interpretado por Ryan Potter.
En esta versión, el personaje tiene la piel de un color normal, y solamente su cabello es de color verde. Sus poderes presentan una disminución significativa, pues esta versión de Chico Bestia solo puede transformarse en un tigre. También se convierte,al menos en un episodio,en serpiente.Aparentemente, en esta versión, Gar obtuvo sus poderes gracias a la Doom Patrol

#### DC Super Hero Girls (serie de televisión)
Beast Boy aparece en la serie 2019 DC Super Hero Girls con la voz de Kari Wahlgren.

### Películas
- Chico Bestia aparece en la película Teen Titans: Trouble in Tokyo, basada en la serie animada de Teen Titans de 2003, con la voz de Greg Cipes.
- Chico Bestia aparece en la película original animada de DC Universe, Justice League vs. Teen Titans, con la voz de Brandon Soo Hoo.[25] Esta versión hace uso de una variación de la forma de súper hombre lobo de su serie de TV (del episodio "The Beast Within"), así como de varias otras criaturas demoníacas, en un momento después de sufrir una transformación no intencional mientras estaba dentro del reino de Trigon.
- Chico Bestia aparece en Lego DC Comics Super Heroes: Justice League: Gotham City Breakout con Greg Cipes repitiendo su papel. Él está presente en la fiesta de cumpleaños de Batman. También se lo ve en un video chat con Robin y al final de la película en la fiesta de bienvenida de Batman en Batcave.
- Greg Cipes vuelve a interpretar su papel como Chico Bestia en la película de video directo DC Super Hero Girls: Hero of the Year, donde muestra una pasión por el pan de centeno y su discurso habitual para niñas, "Mama", originario de la serie Teen Titans Go!.
  - Cipes retoma su papel en el seguimiento, DC Super Hero Girls: Intergalactic Games.
- Chico Bestia aparece en Teen Titans: The Judas Contract con Soo Hoo repitiendo su personaje.[26]
- Chico Bestia también aparece en Teen Titans Go! to the Movies, un largometraje teatral basado en Teen Titans Go!, con Greg Cipes retomando así el papel.
- Los Teen Titans Go! y las versiones originales de la serie animada Teen Titans de Beast Boy aparecen en Teen Titans Go! vs. Teen Titans, con Greg Cipes repitiendo el papel de ambos. Además, varias versiones alternativas de Beast Boy aparecen a lo largo de la película, que incluyen sus contrapartes de Tiny Titans, el cómic New Teen Titans y el Universo de Películas Animadas de DC.

### Videojuegos
- Chico Bestia aparece como un personaje jugable para la adaptación al videojuego de la serie animada de 2003, así como en Teen Titans Battle Blitz, un juego flash que estuvo en el sitio web de Cartoon Network durante la ejecución del programa.
- Chico Bestia aparece como miembro de la Liga de la Justicia en el videojuego en línea DC Universe Online con la voz de Josh Meyer. Él, sus amigos de los Titans y la Liga de la Justicia se ven obligados a unirse con Lex Luthor y la Sociedad Secreta de Super Villanos para derrotar a Brainiac.
- Chico Bestia es un personaje jugable en el videojuego de 2013, Young Justice: Legacy, con la voz de Jason Spisak.
- En Minecraft Indev, hay una mafia llamada Chico Bestia con la apariencia del personaje de DC, pero la mafia fue eliminada cuando su creador abandonó el proyecto.
- Chico Bestia aparece en Scribblenauts Unmasked: A DC Comics Adventure como un personaje reproducible y (solo Wii U). En este juego, él puede volar de alguna manera sin cambiar a un animal. Se pueden jugar tres versiones: Classic, Pre 52 y New 52.
- Chico Bestia aparece como un personaje jugable en Lego Batman 3: Beyond Gotham, con la voz de Nolan North.
- Chico Bestia de la encarnación de Teen Titans Go!, aparece como un personaje jugable en Lego Dimensions, reproducido por Greg Cipes.
- En Injustice 2, Cyborg menciona a Chico Bestia y Starfire que ambos murieron durante la destrucción de Metrópolis. Chico Bestia hace un cameo en el final de un solo jugador de Starfire como parte de un flashback que tuvo de los Titans celebrando. Ella menciona que Chico Bestia ha estado desaparecido durante tanto tiempo que asume que él está muerto.
- Chico Bestia es un personaje jugable en Lego DC Super-Villains, con la voz de Greg Cipes.
- El canbiaformas verde tuvo una skin en la tienda de objetos de Fortnite battle royale